# Trichophthalma griseola
Trichophthalma griseola är en tvåvingeart som beskrevs av Paramonov 1953. Trichophthalma griseola ingår i släktet Trichophthalma och familjen Nemestrinidae. Inga underarter finns listade i Catalogue of Life.